# Інженер-технолог
Інжене́р-техно́лог — інженер, який займається розробкою й організацією виробничого процесу для виготовлення продукції. Також може розробляти певну технологію. Це фахівець, який відмінно розбирається в усіх процесах виробництва продукції. Він відповідальний за процес виготовлення товарів, його швидкість, якість та економічність.
Інженер-технолог також може мати свій фаховий напрямок (як фахівець в певній галузі), наприклад: авіація (двигуни, фюзеляж), автомобілі (двигуни, кузов), ракетно-космічна техніка, оснащення (пресформи або інструментальне), меблі, швейна, фармацевтична та ін..

## Загальне
Інженер-технолог обирає обладнання, на якому буде реалізовуватися технологічний процес, оптимальні режими роботи, основні методи контролю якості, веде технологічну документацію. Технолог є головним у винахідницькій та раціоналізаторській роботі з технології виготовлення. Він бере участь у проведенні дослідницьких робіт з освоєння нових технологічних процесів і впровадженню їх у виробництво, в організаційно-технічних заходах з своєчасному освоєнню виробничих потужностей.

## Завдання та обов'язки[2]
- Розроблює, застосовуючи засоби автоматизації проєктування, і впроваджує технологічні процеси й режими виробництва на продукцію, що виробляє підприємство (цех, дільниця), і на всі види різних за складністю робіт.
- Запроваджує порядок виконання робіт та операційний маршрут проходження виробів (деталей, складальних одиниць).
- Розроблює плани розміщення устаткування, технічного оснащення та організації робочих місць, розраховує виробничі потужності й завантаження устаткування.
- Бере участь у розробленні технічно обґрунтованих норм часу (виробітку), опрацьовуванні конструкцій виробів на технологічність, розраховує нормативи матеріальних витрат (технічні норми витрат сировини, напівфабрикатів, матеріалів, інструментів, технологічного палива, енергії), економічну ефективність проєктованих технологічних процесів.
- Розроблює технологічні нормативи, інструкції, схеми складання, маршрутні карти, карти технічного рівня та якості продукції й іншу технологічну документацію, вносить зміни до технічної документації у зв'язку з корекцією технологічних процесів і режимів виробництва.
- Узгоджує розроблену документацію з цехами та відділами підприємства.
- Складає технічні завдання на проектування пристроїв, оснастки та спеціального інструменту, передбаченого технологією, бере участь у розробленні керуючих програм (для устаткування з числовим програмним керуванням), в опрацьовуванні розроблених програм, корекцією їх у процесі доопрацювання, складанні інструкцій на роботу з програмами.
- Проводить патентні дослідження та розраховує показники технічного рівня проєктованих об'єктів техніки й технології.
- Бере участь у проведенні експериментальних робіт, спрямованих на впровадження нових технологічних процесів у виробництво, складанні заявок на винаходи та промислові зразки, а також розробленні програм упровадження нової техніки, організаційно-технічних заходів для своєчасного освоєння виробничих потужностей, удосконалення технології та контролює їх виконання.
- Проводить контроль за додержанням технологічної дисципліни в цехах та правильної експлуатації технологічного устаткування.
- Вивчає передовий вітчизняний і світовий досвід у галузі технології виробництва, розроблює й бере участь у реалізації заходів щодо підвищення ефективності виробництва, спрямованих на скорочення витрат матеріалів, зниження трудомісткості продукції, підвищення продуктивності праці.
- Аналізує причини браку й випуску продукції низької якості та знижених сортів, бере участь у розробленні заходів щодо їх запобігання й усунення, а також у розгляді рекламацій на продукцію, що виробило підприємство.
- Розроблює методи технічного контролю й випробування продукції.
- Бере участь у розробленні патентних і ліцензійних паспортів, замовлень на устаткування, заявок на винаходи та промислові зразки.
- Розглядає раціоналізаторські пропозиції щодо удосконалення технології виробництва й готує висновки про доцільність їх використання в умовах підприємства.

Інженер-технолог повинен знати:
- постанови, розпорядження, накази, методичні, нормативні й інші керівні матеріали з технологічної підготовки та організації виробництва;
- конструкцію виробів або склад продукту, на які проєктують технологічний процес;
- технологію виробництва продукції;
- перспективи технічного розвитку підприємства;
- системи й методи проєктування технологічних процесів і режимів виробництва;
- основне технологічне устаткування та принцип його роботи;
- технічні характеристики й економічні показники найкращих вітчизняних і світових технологій, аналогічних проєктованим;
- типові технологічні процеси й режими виробництва;
- технічні вимоги до сировини, матеріалів, готової продукції;
- стандарти й технічні умови;
- нормативи витрат сировини, матеріалів, палива, енергії;
- види браку та способи його запобігання;
- системи автоматизованого проєктування;
- порядок і методи проведення патентних досліджень;
- основи винахідництва;
- методи аналізу технічного рівня об'єктів техніки й технології;
- вимоги організації праці в проєктуванні технологічних процесів;
- керівні матеріали з розроблення й оформлення технічної документації;
- досвід передових вітчизняних та зарубіжних підприємств щодо прогресивної технології виробництв аналогічної продукції;
- основи економіки;
- трудове законодавство.

## Кваліфікаційні вимоги[3]
Провідний інженер-технолог: фахова повна вища освіта (магістр, спеціаліст); стаж роботи інженером-технологом І категорії — не менше 2 років.
Інженер-технолог І категорії: фахова повна вища освіта (магістр, спеціаліст); стаж роботи інженером-технологом ІІ категорії (для магістра — не менше 2 років, спеціаліста — не менше 3).
Інженер-технолог ІІ категорії: фахова повна вища освіта (магістр, спеціаліст); стаж роботи для майстра — вимог немає, для спеціаліста — інженером-технологом ІІІ категорії не менше 2 років.
Інженер-технолог ІІІ категорії: фахова повна вища освіта (спеціаліст); стаж роботи інженером-технологом — не менше 1 року.
Інженер-технолог: фахова повна вища освіта (спеціаліст); стаж роботи — вимог немає.